# D.C.III 〜ダ・カーポIII〜のディスコグラフィ
D.C.III 〜ダ・カーポIII〜のディスコグラフィ（ダ・カーポ スリーのディスコグラフィ）では、 『D.C.III 〜ダ・カーポIII〜』の関連CDについて記述する。発売元はCircus Sound Project。

## 主題歌ボーカルCD

### ハジマリノウタ
2012年5月25日発売。主題歌ボーカルCD第2弾。自身のシングルとしては前作「startline」から約6ヶ月ぶりのリリースであり2012年1枚目のシングル。ディスクジャケットにはリッカ・グリーンウッドが描かれている。イラストはたにはらなつきが手掛けている。
表題曲「ハジマリノウタ」は、風見鶏編のオープニングテーマとして使用された。カップリング曲の「サクラサクミライコイユメ（ノラネコacoustic Ver.）」は、テレビアニメ『D.C. 〜ダ・カーポ〜』の主題歌として起用されたyozuca*の2枚目のシングル「サクラサクミライコイユメ」のカバー曲。
ボーナストラックとして、パソコンゲーム『水夏弐律』の主題歌として使用された前作「startline」のショートバージョンが収録されている。
収録曲
1. ハジマリノウタ [3:59]
作詞・作曲：tororo&No Life Negotiator、編曲：No Life Negotiator
Piano：山野井孝和、Violin：高山佳南子
  - 風見鶏編オープニングテーマ
2. サクラサクミライコイユメ（ノラネコacoustic Ver.） [4:53]
作詞・作曲：tororo、編曲：No Life Negotiator
3. ハジマリノウタ（off vocal）
4. startline short Ver.（Bonus Track） [1:35]
作詞・作曲・編曲：No Life Negotiator
  - パソコンゲーム『水夏弐律』オープニングテーマ

### shiny steps!!
2012年6月29日発売。主題歌ボーカルCD第3弾。ディスクジャケットには葛木姫乃、サラ・クリサリスが描かれている。イラストはたにはらなつき、鷹乃ゆきが手掛けている。表題曲「shiny steps!!」は、ヒロインルートのオープニングテーマとして使用された。
カップリング曲「Limits of the sea」のVOCALOIDを使用したデモ曲の試聴動画が2012年5月26日にニコニコ動画のCIRCUSの公式チャンネル『サーカスチャンネル』から配信された。また同曲のレコーディング収録後のインタビュー動画のtake1、take2が同チャンネルにて6月8日に配信された。
収録曲
（全作詞・作曲：tororo&No Life Negotiator、編曲：No Life Negotiator）
1. shiny steps!! [4:04]
  - ヒロインルートオープニングテーマ
2. Limits of the Sea [4:38]
3. shiny steps!!（off vocal）
4. Limits of the sea（off vocal）

### TRUE MAGIC......
2012年6月29日発売。主題歌ボーカルCD第4弾。ディスクジャケットには陽ノ本葵が描かれている。イラストは鷹乃ゆきが手掛けている。表題曲「TRUE MAGIC......」は、Da Capoルートのオープニングテーマとして使用された。
収録曲
1. TRUE MAGIC...... [5:03]
作詞：tororo、作曲：HΛL with Hiroki、編曲：HΛL
  - Da Capoルートオープニングテーマ
2. レイニーデイズ [5:03]
作詞：tororo&No Life Negotiator、作曲・編曲：HΛL
3. TRUE MAGIC.....（off vocal）
4. レイニーデイズ（off vocal）

## ボーカルアルバム
2012年8月10日に発売された。『D.C.III 〜ダ・カーポIII〜』のボーカルアルバム。主題歌ボーカルCDに収録された曲に加えて、ヒロインルートのエンディングテーマとして使用された「春風に願いを」と挿入歌として使用された「私には見えない」、「ひらり涙」、「君がいた未来 君といない未来」が収録されている。ディスクジャケットには森園立夏が描かれている。イラストはたにはらなつきにが手掛けている。
本作の試聴動画が2012年7月14日にニコニコ動画のCIRCUSの公式チャンネル『サーカスチャンネル』から配信された。
収録曲
1. ダ・カーポIII 〜キミにささげる あいのマホウ〜 [5:03]
歌：yozuca*
作詞・作曲：tororo、編曲：黒須克彦
  - グランドオープニングテーマ
2. ハジマリノウタ [3:59]
歌：No Life Negotiator
作詞・作曲：tororo&No Life Negotiator、編曲：No Life Negotiator
  - 風見鶏編オープニングテーマ
3. shiny steps!! [4:04]
歌：三森すずこ、寺川愛美
作詞・作曲：tororo&No Life Negotiator、編曲：No Life Negotiator
  - ヒロインルートオープニングテーマ
4. TRUE MAGIC..... [5:03]
歌：YURiCa/花たん
作詞：tororo、作曲：HΛL with Hiroki、編曲：HΛL
  - Da Capoルートオープニングテーマ
5. 春風に願いを [5:18]
歌：佐藤ひろ美
作詞・作曲：rino、編曲：西脇辰弥
  - ヒロインルートエンディングテーマ
6. All is Love for you [4:02]
歌：CooRie
作詞・作曲・編曲：rino
  - グランドエンディングテーマ
7. ひらり涙 [5:05]
歌：CooRie
作詞・作曲：rino、編曲：戸田章世
  - 挿入歌
8. 君がいた未来 君といない未来 [5:03]
歌：yozuca*
作詞・作曲：yozuca*、編曲：lotta
  - 挿入歌
9. 私には見えない [4:10]
歌：キョロザワールド
作詞・作曲：kyoro、編曲：キョロザワールド
  - 挿入歌
10. millions of thanks [4:56]
歌：mao
作詞・作曲・編曲：No Life Negotiator
  - パソコンゲーム『D.C.III DASH 〜ダ・カーポIII Ver.1.3〜 USBメモリ版』新葵ルートテーマソング
11. ダ・カーポ 〜第2ボタンの誓い〜 From D.C.S.F. Project [4:16]
作曲：tororo、編曲：Kplecraft
  - ボーナストラック。

yozuca*の1枚目のシングル「ダ・カーポ 〜第2ボタンの誓い〜」をチップチューンアレンジしたインスト曲。

## キャラクターソングコレクション

### vol.1（キャラクターソング）
2012年8月26日発売。各キャラクターのモノローグ、キャラクターソングを収録。また、ボーナストラックとしてtororoと全キャラクターソングの作詞、作曲を手掛けた桃井はるこの対談音源が収録されている。ディスクジャケットには森園立夏、芳乃シャルル、葛木姫乃、瑠川さら、陽ノ下葵が描かれている。2012年8月10日から8月12日まで東京ビッグサイトで開催された『コミックマーケット82』にて先行発売された。
本作に収録されている楽曲は、楽曲を手掛けた桃井はるこの13枚目のオリジナルアルバム『あんぎゃ 〜モモーイ世界の旅〜』にセルフカバーとして収録されている。
収録曲
（全作詞・作曲：桃井はるこ、編曲：No Life Negotiator）
1. モノローグ〜立夏 [0:56]
2. 国語・数学・立夏...恋愛！ [4:53]
歌：森園立夏（新田恵海）
MIX：No Life Negotiator
ラブビーム全開の曲[8]。
3. モノローグ〜さら [1:16]
4. メタモルフォーゼ、少女。 [3:58]
歌：瑠川さら（桜咲千依）
MIX：No Life Negotiator
5. モノローグ〜葵 [1:25]
6. あなたのNo.ワン！ [3:30]
歌：陽ノ下葵（海保絵果）
MIX：No Life Negotiator
7. モノローグ〜姫乃 [1:18]
8. リバーシブル！ [4:23]
歌：葛木姫乃（佐々木未来）
MIX：a.l.p.h.a.
ポップで明るい可愛い曲[8]。
9. モノローグ〜シャルル [1:09]
10. Touchy/Feely [4:03]
歌：芳乃シャルル（宮崎羽衣）
MIX：No Life Negotiator
暖かく抱きしめる様な曲[8]。
11. tororo×モモーイ スペシャル対談 [18:49]

## テレビアニメ

### 主題歌
2013年1月23日発売。表題曲「サクラハッピーイノベーション」は、テレビアニメ版のオープニングテーマに使用され、森園立夏、芳乃シャルル、葛木姫乃、瑠川さら、陽ノ下葵役の新田恵海、宮崎羽衣、佐々木未来、桜咲千依、海保えりかが歌っている。カップリングとして風見学園新聞部によるサクラサクミライコイユメのフィーチャリングが収録されている。
ディスクジャケットには、キャラクターデザイナー西尾公伯による森園立夏、芳乃シャルル、葛木姫乃、瑠川さら、陽ノ下葵イラストが描かれている。
批評
CDジャーナルは、「希望や恋心を滲ませた桜色ポップ。」と評した。
収録曲
（全作詞・作曲：tororo）
1. サクラハッピーイノベーション [4:04]
テレビアニメ『D.C.III 〜ダ・カーポIII〜』オープニングテーマ
編曲：中土智博
ライブイベントでの初披露は、2013年2月9日に幕張メッセで開催された「ワンダーフェスティバル2013[冬]」にて[13]。
2. サクラサクミライコイユメ（feat.風見学園新聞部） [4:37]
編曲：Angel Note
yozuca*の2ndシングルのカバー。
3. サクラハッピーイノベーション -Off Vocal-
4. サクラサクミライコイユメ（feat.風見学園新聞部）-Off Vocal-

### Original Sound Tracks & Songs
2013年4月24日発売。テレビアニメ版のサウンドトラックであり、劇中で使用されたBGM、挿入歌、主題歌のテレビサイズバージョンが収録されている。BGMの作曲は全曲、中西亮輔が手掛けている。ディスクジャケットには森園立夏、芳乃シャルル、葛木姫乃、瑠川さら、陽ノ下葵が描かれている。
収録曲
| #         | タイトル                                                                                                | 作詞      | 作曲      | 編曲      | 時間  |
| --------- | --- | --------- | --------- | --------- | ----- |
| 1.        | 「サクラの伝説 (M38)」                                                                                  |           | 中西亮輔  | 中西亮輔  | 2:20  |
| 2.        | 「サクラハッピーイノベーション (TV size)」(テレビアニメ『D.C.III 〜ダ・カーポIII〜』オープニングテーマ) | tororo    | tororo    | 中土智博  | 1:33  |
| 3.        | 「謎の... (M37)」                                                                                       |           | 中西亮輔  | 中西亮輔  | 2:15  |
| 4.        | 「朝の吐息 (M02)」                                                                                      |           | 中西亮輔  | 中西亮輔  | 2:25  |
| 5.        | 「ほのぼのとコミカルに (M05)」                                                                          |           | 中西亮輔  | 中西亮輔  | 2:09  |
| 6.        | 「翻弄される清隆 (M22)」                                                                                |           | 中西亮輔  | 中西亮輔  | 1:56  |
| 7.        | 「上から立夏 (M16)」                                                                                    |           | 中西亮輔  | 中西亮輔  | 1:27  |
| 8.        | 「乙女の秘密会議 (M10)」                                                                                |           | 中西亮輔  | 中西亮輔  | 2:11  |
| 9.        | 「回想、優しく (M29)」                                                                                  |           | 中西亮輔  | 中西亮輔  | 2:20  |
| 10.       | 「みんなのねがい (M27)」                                                                                |           | 中西亮輔  | 中西亮輔  | 2:10  |
| 11.       | 「信じる気持ち (M31)」                                                                                  |           | 中西亮輔  | 中西亮輔  | 2:11  |
| 12.       | 「シャルル(happy gift) (M12)」                                                                          |           | 中西亮輔  | 中西亮輔  | 2:13  |
| 13.       | 「可愛らしくも意味ありげ (M19)」                                                                        |           | 中西亮輔  | 中西亮輔  | 2:13  |
| 14.       | 「何気ない1日のはじまり (M01)」                                                                         |           | 中西亮輔  | 中西亮輔  | 2:22  |
| 15.       | 「コミカルなシリアス (M23)」                                                                            |           | 中西亮輔  | 中西亮輔  | 2:12  |
| 16.       | 「姫乃(やまとなでしこ) (M13)」                                                                          |           | 中西亮輔  | 中西亮輔  | 2:14  |
| 17.       | 「陽のあたる教室 (M17)」                                                                                |           | 中西亮輔  | 中西亮輔  | 2:20  |
| 18.       | 「会いたいよ (TV size)」(テレビアニメ『D.C.III 〜ダ・カーポIII〜』エンディングテーマ)                   | yozuca*   | yozuca*   | lotta     | 1:32  |
| 19.       | 「優しさ (M28)」                                                                                        |           | 中西亮輔  | 中西亮輔  | 2:11  |
| 20.       | 「安心感 (M07)」                                                                                        |           | 中西亮輔  | 中西亮輔  | 2:03  |
| 21.       | 「葵(青い空の下で) (M15)」                                                                              |           | 中西亮輔  | 中西亮輔  | 2:08  |
| 22.       | 「乙女たちの応酬 (M25)」                                                                                |           | 中西亮輔  | 中西亮輔  | 2:02  |
| 23.       | 「やすらぎ (M30)」                                                                                      |           | 中西亮輔  | 中西亮輔  | 2:16  |
| 24.       | 「A child's toy (M20)」                                                                                 |           | 中西亮輔  | 中西亮輔  | 2:11  |
| 25.       | 「さわやかな朝 (M03)」                                                                                  |           | 中西亮輔  | 中西亮輔  | 2:01  |
| 26.       | 「明朗快活 (M06)」                                                                                      |           | 中西亮輔  | 中西亮輔  | 2:07  |
| 27.       | 「緊迫 (M18)」                                                                                          |           | 中西亮輔  | 中西亮輔  | 1:27  |
| 28.       | 「からかうと楽しい (M24)」                                                                              |           | 中西亮輔  | 中西亮輔  | 2:02  |
| 29.       | 「悲しみ (M33)」                                                                                        |           | 中西亮輔  | 中西亮輔  | 2:11  |
| 30.       | 「デート (M39)」                                                                                        |           | 中西亮輔  | 中西亮輔  | 2:13  |
| 31.       | 「乙女心 (M40)」                                                                                        |           | 中西亮輔  | 中西亮輔  | 2:09  |
| 32.       | 「メグル (TV size)」(テレビアニメ『D.C.III 〜ダ・カーポIII〜』エンディングテーマ)                       | rino      | rino      | 長田直之  | 1:33  |
| 合計時間: | 合計時間:                                                                                               | 合計時間: | 合計時間: | 合計時間: | 63:17 |

| #         | タイトル                                                                               | 作詞      | 作曲      | 編曲      | 時間  |
| --------- | -------------------------------------------------------------------------------------- | --------- | --------- | --------- | ----- |
| 1.        | 「君に咲く日々」(テレビアニメ『D.C.III 〜ダ・カーポIII〜』第4話挿入歌)                 | rino      | rino      | 戸田章世  | 3:41  |
| 2.        | 「二人だけのメロディ」(テレビアニメ『D.C.III 〜ダ・カーポIII〜』第6話挿入歌)           | yozuca*   | yozuca*   | lotta     | 3:11  |
| 3.        | 「REFLECTION (TVサイズ)」(テレビアニメ『D.C.III 〜ダ・カーポIII〜』エンディングテーマ) | rino      | rino      | 戸田章世  | 1:34  |
| 4.        | 「さら(少しだけ背伸びして) (M14)」                                                     |           | 中西亮輔  | 中西亮輔  | 2:34  |
| 5.        | 「さくらの木 (M42)」                                                                   |           | 中西亮輔  | 中西亮輔  | 1:49  |
| 6.        | 「夕暮れ時 (M04)」                                                                     |           | 中西亮輔  | 中西亮輔  | 2:11  |
| 7.        | 「悲壮 (M35)」                                                                         |           | 中西亮輔  | 中西亮輔  | 2:11  |
| 8.        | 「暗い想い出 (M26)」                                                                   |           | 中西亮輔  | 中西亮輔  | 2:09  |
| 9.        | 「苦悩の記憶 (M36)」                                                                   |           | 中西亮輔  | 中西亮輔  | 2:12  |
| 10.       | 「別れの予感 (M34)」                                                                   |           | 中西亮輔  | 中西亮輔  | 2:15  |
| 11.       | 「せつなさ(Opening Arrange)」                                                          |           | 中西亮輔  | 中西亮輔  | 2:16  |
| 12.       | 「君が好き」(テレビアニメ『D.C.III 〜ダ・カーポIII〜』第12話挿入歌)                    | rino      | rino      | 長田直之  | 3:40  |
| 13.       | 「さくらの謎 (M41)」                                                                   |           | 中西亮輔  | 中西亮輔  | 1:44  |
| 14.       | 「アイキャッチ (EX02)」                                                                |           | 中西亮輔  | 中西亮輔  | 0:14  |
| 15.       | 「M08[未使用BGM]」                                                                     |           | 中西亮輔  | 中西亮輔  | 2:09  |
| 16.       | 「M09[未使用BGM]」                                                                     |           | 中西亮輔  | 中西亮輔  | 2:18  |
| 17.       | 「M11[未使用BGM]」                                                                     |           | 中西亮輔  | 中西亮輔  | 1:56  |
| 18.       | 「M21[未使用BGM]」                                                                     |           | 中西亮輔  | 中西亮輔  | 2:05  |
| 19.       | 「M32[未使用BGM]」                                                                     |           | 中西亮輔  | 中西亮輔  | 2:25  |
| 20.       | 「M43[未使用BGM]」                                                                     |           | 中西亮輔  | 中西亮輔  | 2:11  |
| 21.       | 「M44[未使用BGM]」                                                                     |           | 中西亮輔  | 中西亮輔  | 2:14  |
| 22.       | 「Ending Arrange[未使用BGM]」                                                          |           | 中西亮輔  | 中西亮輔  | 2:08  |
| 23.       | 「会いたいよ 〜bpm 150ver.〜」                                                         | yozuca*   | yozuca*   | 黒須克彦  | 3:45  |
| 合計時間: | 合計時間:                                                                              | 合計時間: | 合計時間: | 合計時間: | 49:32 |

## ドラマCD

### ドラマCDコレクション
2012年9月28日から2013年1月25日まで発売。ミニドラマ、キャラクターソングが収録されている。ディスクジャケットには各キャラクターが描かれている。

#### vol.1 feat.森園立夏
1. 国語・数学・立夏...恋愛！
歌：森園立夏（新田恵海）、作詞・作曲：桃井はるこ、編曲：No Life Negotiator
2. 立夏さんの新入生歓迎大計画！
脚本：たけうちこうた（EDEN'S NOTES）
出演：新田恵海、佐々木未来、宮崎羽衣、小野友樹、岸尾だいすけ、佐藤有世、桜咲千依、海保絵果、松井謙典、浅科准平、滑川恭子
  1. 袖振り合うも多生の縁
  2. 大乱戦!?
  3. 公式新聞部の日常
  4. るる姉の料理
  5. 暗躍
  6. 撤収
  7. 嬉し恥ずかし撮影会
  8. 新しい季節
3. ダ・カーポIII 〜キミにささげる あいのマホウ〜（Ricca in KARAOKE room Ver.）
歌：森園立夏（新田恵海）、作詞・作曲：tororo、編曲：黒須克彦
4. ダ・カーポIII 〜みんなの感動エピソード集〜
MC：森園立夏

#### vol.2 feat.瑠川さら
1. メタモルフォーゼ、少女。
歌：瑠川さら（桜咲千依）、作詞・作曲：桃井はるこ、編曲：No Life Negotiator
2. がんばれ、わたし！
脚本：雨野智晴（EDEN'S NOTES）
出演：桜咲千依、新田恵海、宮崎羽衣、佐々木未来、海保絵果、小野友樹、浅科准平、滑川恭子、松井謙典、松平美波穂
  1. 放課後の教室
  2. 相談させてください
  3. 予想通りのお人好し
  4. あと3分だけ……
  5. 部活その1 演劇部
  6. 部活その2 手芸部
  7. 昇降口で
  8. 部活その3 ソフトボール部
  9. ようこそ！
3. サクライロノキセツ（Sara in KARAOKE room Techno arrange Ver.）
歌：瑠川さら（桜咲千依）、作詞・作曲：tororo、編曲：Angel Note
4. ダ・カーポIII 〜みんなの感動エピソード集〜
MC：瑠川さら

#### vol.3 feat.陽ノ下葵
1. あなたのNo.ワン！
歌：陽ノ下葵（海保えりか）、作詞・作曲：桃井はるこ、編曲：No Life Negotiator
2. 謎多きの少女、陽ノ下葵を追え！
脚本：雨野智晴（EDEN'S NOTES）
出演：海保えりか、新田恵海、宮崎羽衣、佐々木未来、桜咲千依、小野友樹、浅科准平、松井謙典、滑川恭子
  1. 安心できる場所
  2. 立夏の思いつき
  3. 早朝・新聞配達
  4. 日中・交通量調査
  5. 午後・花より団子
  6. 困った事があったら
3. Happy my life 〜Thank you for everything!!〜（Aoi in KARAOKE room Autumn Accoustic Ver.）
歌：陽ノ下葵（海保えりか）、作詞・作曲：tororo、編曲：Angel Note
4. ダ・カーポIII 〜みんなの感動エピソード集〜
MC：陽ノ下葵

#### vol.4 feat.葛木姫乃
1. リバーシブル!
歌：葛木姫乃（佐々木未来）、作詞・作曲：桃井はるこ、編曲：No Life Negotiator
2. ひと夏の思い出？姫乃のドキドキ合宿
脚本：たけうちこうた（EDEN'S NOTES）
出演：佐々木未来、新田恵海、宮崎羽衣、桜咲千依、海保えりか、小野友樹、岸尾だいすけ、佐藤有世
  1. 2071 夏の始まり
  2. べべべ、別荘!?
  3. まずは目先のことから
  4. 夏が来た！！
  5. プールと姫乃
  6. ダブルスクライシス
  7. バーベキューと陰謀
  8. 計略と言う名のプレゼント
  9. 夏の思い出
3. サクラサクミライコイユメ（Himeno in KARAOKE room Beautiful Strings Ver.）
歌：葛木姫乃（佐々木未来）、作詞・作曲：tororo、編曲：Angel Note
4. ダ・カーポIII 〜みんなの感動エピソード集〜
MC：葛木姫乃

#### vol.5 feat.芳乃シャルル
1. Touchy/Feely
歌：芳乃シャルル（宮崎羽衣）、作詞・作曲：桃井はるこ、編曲：No Life Negotiator
2. 食欲の秋は、るる姉におまかせ♪
脚本：たけうちこうた（EDEN'S NOTES）
出演：宮崎羽衣、新田恵海、佐々木未来、桜咲千依、海保えりか、小野友樹、岸尾だいすけ、佐藤有世、松平美波穂、浅科准平
  1. シャルル心と秋の空
  2. いっぱい食べて体力満点
  3. るる姉、手持無沙汰
  4. そして合流
  5. みんなでパーティー♪
  6. るる姉の料理
  7. 素敵な予感
3. さよならの向こう側で（Charles in KARAOKE room Sweet Winter Ver.）
歌：芳乃シャルル（宮崎羽衣）
4. ダ・カーポIII 〜みんなの感動エピソード集〜
MC：芳乃シャルル

### D.C.III Side Stories
2015年8月28日から2016年2月26日まで発売。初音島編を舞台としている。一部のキャストが以前の全年齢作品から変更されている。

#### 第一話『失われた歓迎会の記憶を追え!』
出演：森園立夏（新田恵海）、芳乃シャルル（藤邑鈴香）、葛木姫乃（佐々木未来）、瑠川さら（桜咲千依）、陽ノ下葵（又吉愛）、芳乃清隆（小野友樹）
シナリオ：雨野智晴

#### 第二話『美琴のサプライズお誕生会!』
出演：美琴（佐藤有世）、森園立夏（新田恵海）、芳乃シャルル（藤邑鈴香）、葛木姫乃（佐々木未来）、瑠川さら（桜咲千依）、陽ノ下葵（又吉愛）、芳乃清隆（小野友樹）
シナリオ：たけうちこうた

#### 第三話『さくらの願いと素敵な笹』
出演：森園立夏（新田恵海）、芳乃シャルル（藤邑鈴香）、葛木姫乃（佐々木未来）、芳乃さくら（ひと美）、桜内桜姫（眞田朱音）、芳乃清隆（小野友樹）
シナリオ：たけうちこうた

#### 第四話『私たちの秘密の秘密!』
出演：葛木姫乃（佐々木未来）、瑠川さら（桜咲千依）、陽ノ下葵（又吉愛）、美琴（CV:佐藤有世）、雪村すもも（松山紗香）、芳乃清隆（小野友樹）
シナリオ：雨野智晴

## ラジオCD
インターネットラジオ『風見学園新聞部』のラジオCD。2012年9月26日から発売予定。

### vol.1（ラジオCD）
2012年9月26日に発売された。また、2012年8月10日から8月12日まで東京ビッグサイトで開催された『コミックマーケット82』にて本作の先行販売が行われた。ディスクジャケットには森園立夏、芳乃シャルル、葛木姫乃、瑠川さら、陽ノ下葵が描かれている。
ディスクは2枚組の構成になっており、DISC-1は新規音源が収録されているオーディオCD、DISC-2に本放送の第0回から第11回までの音源が収録されているデータCDになっている。新規音源では本放送で行っているコーナーに加えて新規コーナー「マイナスワン」が追加されている。
収録内容
DISC-1
1. 新規収録音源

DISC-2
1. 第0回 [23:02]
2. 第1回 [32:48]
3. 第2回 [34:28]
4. 第3回 [35:02]
5. 第4回 [34:12]
6. 第5回 [35:57]
7. 第6回 [32:05]
8. 第7回 [35:25]
9. 第8回 [36:22]
10. 第9回 [43:54]
11. 第10回 [44:55]
12. 第11回 [41:24]

### vol.2（ラジオCD）
収録内容
DISC-1
1. 新規収録音源

DISC-2
1. 第12回
2. 第13回
3. 第14回
4. 第15回
5. 第16回
6. 第17回
7. 第18回
8. 第19回
9. 第20回
10. 第21回
11. 第22回
12. 第23回

### vol.3（ラジオCD）
収録内容
DISC-1
1. 新規収録音源

DISC-2
1. 第24回
2. 第25回
3. 第26回
4. 第27回
5. 第28回
6. 第29回
7. 第30回
8. 第31回
9. 第32回
10. 第33回
11. 第34回
12. 第35回

## 特典CD

### 風見学園入学セット
2012年3月14日に発売された『サクラサク「D.C.III 〜ダ・カーポIII〜」応援BOX〜風見学園入学セット〜』に同梱されたCD-DA。オープニングとして使用された「ダ・カーポIII 〜キミにささげる あいのマホウ〜」のフルバージョンと「ハジマリノウタ」、「shiny steps!!」、「TRUE MAGIC......」のショートバージョンが収録されている。
収録曲
1. ダ・カーポIII 〜キミにささげる あいのマホウ〜 [5:03]
歌：yozuca*
作詞・作曲：tororo、編曲：黒須克彦
  - グランドオープニングテーマ
2. ハジマリノウタ（ショートバージョン） [1:30]
歌：No Life Negotiator
作詞・作曲：tororo&No Life Negotiator、編曲：No Life Negotiator
  - 風見鶏編オープニングテーマ
3. shiny steps!!（ショートバージョン） [1:43]
歌：三森すずこ、寺川愛美
作詞・作曲：tororo&No Life Negotiator、編曲：No Life Negotiator
  - ヒロインルートオープニングテーマ
4. TRUE MAGIC.....（ショートバージョン） [1:51]
歌：YURiCa、花たん
作詞：tororo、作曲：HΛL with Hiroki、編曲：HΛL
  - Da Capoルートオープニングテーマ

### D.C.III 〜ダ・カーポIII〜

#### 特典ドラマCD

##### Amazon
Amazon.co.jpの初回限定版に同梱された特典ドラマCD。
キャストは、芳乃清隆役の小野友樹、森園立夏役の新田恵海、芳乃シャルル役の宮崎羽衣、葛木姫乃役の佐々木未来、瑠川さら役の桜咲千依、陽ノ下葵役の海保絵果が出演している。
ストーリー
ある日の公式新聞部で立夏が朝買っておいた桜餅がなくなっていた。犯人を見つける為に茶道部へ使いに行った葵以外の公式の新聞部のメンバーにアリバイを聞いていき、話を進めているうちに非公式新聞部の杉並の罠であるという結論になった所で茶道部に使いに出ていた葵が帰り、桜餅が茶道部へ渡した袋の中に会報と共に混じり、葵が茶道部にお茶と共に御馳走になった事が判明した。その事でメンバーを疑っていた立夏に罪滅ぼしとして公式新聞部のメンバーは甘味処で立夏に御馳走して貰う事になった。

##### ソフマップ
ソフマップの初回限定版に同梱されたドラマCD。
キャストは、芳乃清隆役の小野友樹、森園立夏役の新田恵海、芳乃シャルル役の宮崎羽衣、葛木姫乃役の佐々木未来、瑠川さら役の桜咲千依、陽ノ下葵役の海保絵果が出演している。
ストーリー
葵が福引で特賞を当て遊園地に行くことになった公式新聞部のメンバー。各アトラクションごとにじゃんけんをして決めたメンバーが清隆と二人一組でペアを組んで回っていく。立夏はティーカップ、シャルルはジェットコースター、さらはお化け屋敷、葵はメリーゴーラウンド、姫乃は観覧車で清隆とペアを組んで遊び、遊園地を楽しんだ後はパジャマパーティーについて話し合う為、6人は飲食店に向かって行った。

#### サウンドトラック
初回限定版に同梱された。劇中で使用された主題歌、挿入歌のショートバージョンが収録されているCD-DA形式の音楽データ、パソコン用データが収録されている。
収録曲
1. ダ・カーポIII 〜キミにささげる あいのマホウ〜 [2:31]
歌：yozuca*
作詞・作曲：tororo、編曲：黒須克彦
  - グランドオープニングテーマ
2. ハジマリノウタ [1:31]
歌：No Life Negotiator
作詞・作曲：tororo&No Life Negotiator、編曲：No Life Negotiator
  - 風見鶏編オープニングテーマ
3. shiny steps!! [1:40]
歌：三森すずこ、寺川愛美
作詞・作曲：tororo&No Life Negotiator、編曲：No Life Negotiator
  - ヒロインルートオープニングテーマ
4. TRUE MAGIC..... [1:53]
歌：YURiCa、花たん
作詞：tororo、作曲：HΛL with Hiroki、編曲：HΛL
  - Da Capoルートオープニングテーマ
5. 春風に願いを [2:30]
歌：佐藤ひろ美
作詞・作曲：rino、編曲：西脇辰弥
  - ヒロインルートエンディングテーマ
6. All is Love for you [1:43]
歌：CooRie
作詞・作曲・編曲：rino
  - グランドエンディングテーマ
7. ひらり涙 [2:22]
歌：CooRie
作詞・作曲：rino、編曲：戸田章世
  - 挿入歌
8. 君がいた未来 君といない未来 [2:11]
歌：yozuca*
作詞・作曲：yozuca*、編曲：lotta
  - 挿入歌
9. 私には見えない [2:03]
歌：キョロザワールド
作詞・作曲：kyoro、編曲：キョロザワールド
  - 挿入歌